# نيو ورلد كومبيوتنغ
نيو ورلد كومبيوتنغ (بالإنجليزية: New World Computing)‏ هي كانت شركة أمريكية لتطوير ونشر ألعاب الفيديو تأسست في 1984 وأنتهت في 2003. مشهورة بعملها على لعبة فيديو تقمص الأدوار باسم مايت آند ماجك. اشترتها ذا ثري دي أو كومباني واصبح قسم فرعيا لها في سنة 1996.

## من ألعابها
- هيروز أوف مايت أند ماجك Ⅱ

## وصلات خارجية
- *New World Computing في موبي جيمز